# Jackson Rathbone
Jackson Rathbone (roj. Monroe Jackson Rathbone V), ameriški pevec in filmski igralec, *14. december 1984, Singapur.
Jackson Rathbone je najbolje prepoznaven po svoji vlogi Jasperja Halea v filmski seriji Somrak ter vlogi Sokke v filmu Zadnji gospodar vetra (2010).

## Zgodnje življenje
Jackson Rathbone se je rodil kot Monroe Jackson Rathbone V v Singapurju kot sin ameriških staršev, Randee Lynn (rojena Brauner) in Monroea Jacksona Rathbonea IV. Njegov pradedek, Monroe Jackson Rathbone II, je bil lastnik podjetja Standard Oil v New Jerseyju, ki so ga kasneje preimenovali v Exxon; Jackson Rathbone je tudi daljni sorodnik generala iz ameriške državne vojne, Stonewalla Jacksona. Zaradi službe njegovega očeta pri podjetju Mobil Oil je odraščal v Indoneziji in Midlandu, Teksas. V času, ko se je šolal v osnovni in srednji šoli, se je udeležil tudi tečajev na umetniški akademiji Interlochen, zasebni umetniški akademiji v Michiganu, kjer se je učil igranja. Po končani srednji šoli je nameraval na Škotsko kraljevo akademijo glasbe in drame, vendar je nazadnje odšel v Los Angeles in pričel eksperimentirati z igranjem v filmih.

## Kariera

### Igranje
Jackson Rathbone je s svojo igralsko kariero pričel že v otroštvu, ko je igral v midlandskem gledališču v sklopu programa »Igralci Pickwicka«. Nato se je po končani srednji šoli preselil v Los Angeles. Po kratkem času v Los Angelesu je postal del igralske zasedbe oddaje Disney 411, kjer je intervjuviral bodoče zvezdnike, kot so Hilary Duff in glasbeni duet sester Aly & AJ. Gostoval je tudi v serijah O.C. in Close to Home. Njegove zgodnje filmske vloge vključujejo filme Molding Clay, Pray for Morning in Travis and Henry. Leta 2005 je dobil vlogo Nicholasa Fiskea v seriji Beautiful People. V intervjuju leta 2008 je dejal, da je bila to njegova prva glavna moška vloga in da mu je predstavljala velik in težaven izziv.
Leta 2008 je Jackson Rathbone dobil vlogo Jasperja Halea v filmski upodobitvi knjižne uspešnice Somrak Stephenie Meyer. Ta lik je upodobil še v nadaljevanjih filma, Mlada luna (2009) in Mrk (2010) in prihajajočih projektih, Jutranja zarja - 1. del in Jutranja zarja - 2. del, ki bosta izšla v letih 2011 in 2012. Leta 2009 je zaigral Jeremyja v filmu S. Darko, nadaljevanju uspešnice Donnie Darko (2001). Poleg tega so ga istega leta kritiki zelo hvalili za njegovo upodobitev serijskega morilca v televizijski seriji Zločinski um. Jackson Rathbone je zaigral Sokko v filmu Zadnji gospodar vetra, filmu iz leta 2010, ki je temeljil na istoimenski animirani seriji. Film Zadnji gospodar vetra je izzval veliko kritik, saj so za vlogo Sokke izbrali belega igralca, torej Jacksona Rathbonea, oboževalci pa so si ga večkrat predstavljali kot Azijca ali Inuita. Jackson Rathbone je dejal: »Mislim, da je to ena izmed tistih reči, za katere si moram pobriti lase in pridobiti več barve. Je ena izmed tistih reči, za katere upam, da bodo osupnile občinstvo.« Za vlogo ob izidu filma ni dobil pozitivnih kritik in leta 2010 je prejel celo zlato malino v kategoriji za »najslabšega igralca«.
Revija Variety je poročala, da je Jackson Rathbone podpisal pogodbo za igranje v neodvisnem dramskem filmu, Truckstop, katerega snemanje se je pričelo septembra. V filmu bo zaigral Charlesa, »moškega s cerebralno paralizo, ki skrbi za umirajočega očeta in dela na bencinski črpalki, kjer se spoprijatelji z mlado prostitutko z veliko težavami.« Jackson Rathbone je zaigral tudi v epizodi serije No Ordinary Family, ki je izšla 9. novembra 2010.
Jackson Rathbone je pred kratkim prejel glavno vlogo v novi prihajajoči najstniški akcijski seriji, naslovljeni Aim High. Upodobil bo Nicka Greena, najstnika, ki obiskuje prvi letnik srednje šole in z novim šolskim letom pričenja kot eden izmed najbolje natreniranih najstniških skrivnih agentov v državi. Snemanje serije se je pričelo novembra 2010 in izšla bo leta 2011. Maja 2011 je Jackson Rathbone pričel s snemanjem filma Live at The Foxes Den, kjer bo zaigral glavno vlogo, odvetnika Bobbyja Kellyja. Film še vedno snemajo. Eden izmed njegovih prihajajočih filmov je tudi film Cowgirls N' Angels, v katerem bo zaigral vlogo Justina Wooda. Film je trenutno v post-produkciji.

### Glasba
Jackson Rathbone je del glasbene skupine 100 Monkeys, ki jo je ustanovil z dvema prijateljema, ki ju je spoznal med šolanjem na umetniški akademiji Interlochen, Benom Graupnerjem in Benom Johnsonom, ter bližnjima prijateljema, Jeradom Andersonom in M. Lawrenceom Abramsom (z vzdevkom »Uncle Larry«). Glasbena skupina je leta 2009 izdala tri albume. Decembra tistega leta so pričeli s svojo prvo turnejo, v sklopu katere so obiskali sto mest in do sredine leta 2010 so obiskali skoraj vse ameriške države. Glasbena skupina je s turnejo nadaljevala tudi leta 2011 in junija tistega leta so izdali nov album.

## Zasebno življenje
Jackson Rathbone uživa v glasbi, pisanju, petju in produciranju. Trenutno prebiva v Los Angelesu.
Je dober prijatelj s svojimi soigralci iz filmov serije Somrak, predvsem z Nikki Reed, Kellanom Lutzom in Ashley Greene.

## Filmografija
| Leto | Film                               | Vloga             | Opombe                             |
| ---- | ---------------------------------- | ----------------- | ---------------------------------- |
| 2005 | River's End                        | Jimmy             |                                    |
| 2005 | Close to Home                      | Scott Fields      | TV                                 |
| 2006 | Pray for Morning                   | Connor            |                                    |
| 2006 | O.C.                               | Justin Edwards    | TV                                 |
| 2006 | Beautiful People                   | Nicholas Fiske    | TV                                 |
| 2007 | The Valley of Light                | Travis            |                                    |
| 2007 | Družinsko bojišče                  | Dylan             | TV                                 |
| 2007 | Big Stan                           | Robbie the Hippie |                                    |
| 2008 | Senior Skip Day                    | Snippy            |                                    |
| 2008 | The Cleaner - epizoda: Back To One | Joey              | TV                                 |
| 2008 | Hurt                               | Conrad Coltrane   |                                    |
| 2008 | Young Again                        | Ethan             |                                    |
| 2008 | Somrak                             | Jasper Hale       |                                    |
| 2009 | DaZe: Vol. Too (sic) - NonSeNse    | Jehosefat         |                                    |
| 2009 | S. Darko                           | Jeremy            |                                    |
| 2009 | Dread                              | Stephen Grace     |                                    |
| 2009 | Zločinski um                       | Adam Jackson      | TV                                 |
| 2009 | Mlada luna                         | Jasper Hale       |                                    |
| 2010 | The Last Airbender                 | Sokka             |                                    |
| 2010 | Mrk                                | Jasper Hale       |                                    |
| 2010 | No Ordinary Family                 | Trent             | TV, epizoda »No Ordinary Visitors« |
| 2010 | Girlfriend                         | Russ              |                                    |
| 2011 | Jutranja zarja - 1. del            | Jasper Hale       | Post-produkcija                    |
| 2011 | Aim High                           | Nick Green        | Spletna serija                     |
| 2011 | Truckstop                          | Charles           |                                    |
| 2011 | Zombie Hamlet                      |                   | Post-produkcija                    |
| 2012 | Jutranja zarja - 2. del            | Jasper Hale       | Post-produkcija                    |
| 2012 | Live at The Foxes Den              | Bobby Kelly       | V snemanju                         |
| 2012 | Cowgirls N' Angels                 | Justin Wood       | Post-produkcija                    |

## Nagrade in nominacije
| Leto | Nagrada      | Kategorija                                             | Delo                       | Osvojil? |
| ---- | ------------ | ------------------------------------------------------ | -------------------------- | -------- |
| 2010 | Zlata malina | Najslabši igralec                                      | Mrk, Zadnji gospodar vetra | Da       |
| 2010 | Zlata malina | Najslabša igralska zasedba (z ostalo igralsko zasedbo) | Mrk                        | Da       |